# Mélnitxne (Bilohirsk)
|  | Per a altres significats, vegeu «Mélnitxnoie». |

Mélnitxne (en (ucraïnès): Мельничне, en rus: Мельничное, Mélnitxnoie) és un poble de la República Autònoma de Crimea a Ucraïna, que el 2014 tenia 746 habitants. Pertany al districte de Bilohirsk.